# Кирсис, Вилнис
Вилнис Кирсис (латыш. Vilnis Ķirsis; 20 августа 1980 года) — латвийский экономист, бизнесмен и политик. Председатель Рижской думы (c 17 августа 2023 года). Депутат Рижской думы и двух созывов Сейма Латвии. Представляет партию «Единство», ранее был членом Партии реформ.

## Биография
Вилнис Кирсис родился 20 августа 1980 году, окончил Рижскую ганзейскую среднюю школу. В 2004 году окончил Латвийский университет, получив степень магистра экономики. 
В 2011 году баллотировался в 11-й Сейм по списку Партии реформ и стал парламентским секретарем Министерства экономики. В 2013 году временно исполнял обязанности депутата вместо Вячеслава Домбровского. В 2014 году Кирсис был избран в 12-й Сейм по списку «Единства», но в 2017 году сложил полномочия в связи с избранием в Рижскую думу. 
В 2020 году после роспуска Рижской думы Кирсис стал советником министра иностранных дел по экономическим и энергетическим вопросам, а позже вновь баллотировался в думу на внеочередных выборах по списку «Нового Единства» и был избран вице-мэром.
17 августа 2023 годы был избран мэром Риги, ранее он был исполняющим обязанности главы города.